# Barbus magdalenae
Barbus magdalenae és una espècie de peix cipriniforme de la família dels ciprínids.

## Morfologia
Els mascles poden assolir els 6,6 cm de longitud total.

## Distribució geogràfica
Es troba al llac Victòria (Àfrica).